# Saison 1 de X Factor
Pour les articles homonymes, voir Saison 1 de The X Factor.
La première saison de X Factor, émission de télévision franco-belge de télé-crochet, a été diffusée du 28 septembre 2009 au 28 décembre 2009 sur W9 et sur RTL-TVI.
Elle a été remportée par Sébastien Agius (26 ans), coaché par Alain Lanty.

## Diffusion
Lors de cette première saison sur W9, l'émission a été diffusée tous les lundis soir à 20 h 35 et en différé de quelques dizaines de minutes sur RTL-TVI (Belgique).

## Jury
Pour cette saison 1, le jury est composé de 3 membres :
- Julie Zenatti, chanteuse française
- Marc Cerrone, musicien français
- Alain Lanty, chanteur et compositeur français

## Concept

### Les auditions
Le jury sillonne les villes de France et une ville belge (Lille, Lyon, Nice, Nancy, Toulouse, Marseille, Rennes, Paris et Bruxelles) où sont organisées des auditions afin de dénicher le détenteur du X Factor. 
Chaque candidat passe tout d'abord un pré-casting où il doit interpréter le morceau de son choix. L'équipe de pré-sélection décide alors si le candidat doit passer ou non devant le jury. Si tel est le cas, il se retrouve alors devant les trois jurés qu'il doit convaincre en quelques minutes en interprétant une chanson française de son choix (il peut s'il le souhaite s'accompagner d'un instrument). À la demande du jury, il peut être amené à interpréter un second titre.
Pour passer à l'étape suivante, le candidat doit convaincre au moins 2 des 3 membres du jury. 
À l'issue de ces auditions, une centaine de candidats sont alors retenus pour l'étape suivante. 
Les castings sont résumés lors des 3 premières émissions de 20 h 35 à 22 h 35.

### L'épreuve éliminatoire
La centaine de candidats est convoquée dans une grande maison près de Paris et est classée en 3 catégories : Les 16-24 ans, Les 25 ans et + et Les groupes. 
Chaque catégorie est divisée en lignes de plusieurs candidats. Chaque ligne passe devant le jury et les candidats doivent interpréter tour à tour un titre de leur choix a capella. À ce stade de la compétition, les membres du jury sont donc beaucoup plus attentifs et sévères dans leurs jugements. Chaque ligne est égrainée et à l'issue de l'épreuve, 12 candidats sont retenus au sein de chacune des trois catégories. 
Enfin, chacun des membres du jury ouvre l'enveloppe préparée par la production qui contient le nom de la catégorie qu'il devra "coacher" et soutenir par la suite.
Cette étape est résumée en une seule émission.

### Le coaching

#### 1rejournée
- Les candidats de chacune des 3 catégories découvrent quel membre du jury sera leur coach tout au long de l'aventure.

Chacun des 3 membres du jury choisit ensuite le lieu où il va faire évoluer sa catégorie et peut également s'entourer de plusieurs professionnels (musiciens, chanteurs...).
- Les candidats ont alors le choix entre trois chansons. Ils passent un à un devant leur coach et interprètent le titre qu'ils ont choisi accompagnés d'un piano.

Après chaque prestation, le coach consulte l'avis des professionnels et discute avec eux des qualités et défauts du candidat.
- À l'issue de cette première épreuve, le coach peut déjà s'il le souhaite, éliminer une ou plusieurs personnes.

Les candidats interprètent ensuite une seconde chanson où ils bénéficient des conseils et de l'appui de leur coach et des professionnels. L'occasion pour eux de faire ressortir leurs émotions et donner le meilleur d'eux-mêmes.
- Après cette première journée, la moitié des candidats sont donc éliminés et seuls 18 d'entre eux participeront à la seconde journée de coaching.

#### 2ejournée
- Lors de cette deuxième journée, chacun des membres du jury, coach de sa catégorie, organise une épreuve chantée de son choix dans le lieu qu'il désire (salle de spectacle, studio...).

Les candidats de chaque catégorie sont encouragés et conseillés par leur coach accompagné de son équipe.
- C'est alors qu'il doit éliminer 3 des 6 candidats de sa catégorie. Les "rescapés" ont donc le privilège de se produire en direct.

### Les Primes
Lors de la première saison de X Factor, huit primes sont programmés (du 9 novembre 2009 au 28 décembre 2009).
- Les candidats ont une semaine pour préparer avec leur coach la ou les chanson(s) qu'ils devront interpréter lors du prime suivant.

- Chaque lundi à partir de 20 h 35, tous les candidats interprètent un ou plusieurs titres en direct sur le plateau de l’émission, devant près de 600 spectateurs et des milliers de téléspectateurs. Tous doivent chanter dans une mise en scène plus ou moins préparée, sur une bande son ou accompagnés par des musiciens voire des danseurs / danseuses.

- À l'issue de leur prestation, chacun des membres du jury donne son avis.

- Les téléspectateurs votent par téléphone ou par SMS tout au long de l'émission pour leur candidat préféré.

- En fin d'émission, les deux candidats qui ont obtenu le moins de votes doivent interpréter un second titre, de leur choix cette fois, afin de convaincre les membres du jury, qui seuls auront le dernier mot et repêcheront le candidat le plus méritant. Cette règle s'applique seulement pour les six premiers lives.

- Lors de la demi-finale (Prime 7), seuls les téléspectateurs ont le pouvoir de désigner les finalistes.

- Lors de la grande finale (Prime 8), seuls les téléspectateurs ont le pouvoir de désigner le vainqueur.

- Des stars de renommée nationale ou internationale sont invitées chaque semaine sur le plateau.

### Candidats, Jurés et Catégories
| Jurés      | Alain Lanty                  | Julie Zenatti                 | Marc Cerrone                              |
| ---------- | ---------------------------- | ----------------------------- | ----------------------------------------- |
| Catégories | Les Plus de 25 ans           | Les Moins de 25 ans           | Les Groupes                               |
| Candidats  | Sébastien Vainqueur          | Marie Finaliste               | Basilic Demi-finalistes                   |
| Candidats  | Annie Éliminée au 4e prime   | Cyrielle Éliminée au 6e prime | Character Soul Éliminées au 3e prime      |
| Candidats  | Cécile Éliminée au 1er prime | Guillaume Éliminé au 5e prime | Gauthier Dymon & Flo Éliminés au 2e prime |

## Tableau récapitulatif
| Légende | Candidats qualifiés | Candidats en ballotage | Candidats sauvés | Candidats éliminés | Vainqueur | Finaliste | Demi-finaliste |

| X Factor 2009            | Prime 1         | Prime 2                             | Prime 3                 | Prime 4               | Prime 5               | Prime 6               | Prime 7 1/2 finale | Prime 8 Finale |
| ------------------------ | --------------- | ----------------------------------- | ----------------------- | --------------------- | --------------------- | --------------------- | --- | --- |
| Sébastien                |                 |                                     |                         |                       |                       |                       | | Vainqueur (Prime 8) |
| Marie                    |                 |                                     |                         |                       |                       | /                     | | Finaliste (Prime 8) |
| Basilic                  |                 |                                     |                         |                       | /                     |                       | | Élimination (Prime 7) |
| Cyrielle                 | /               |                                     | /                       | /                     |                       | /                     | Élimination (Prime 6) | Élimination (Prime 6) |
| Guillaume                |                 |                                     |                         |                       | /                     | Élimination (Prime 5) | Élimination (Prime 5) | Élimination (Prime 5) |
| Annie                    |                 |                                     |                         | /                     | Élimination (Prime 4) | Élimination (Prime 4) | Élimination (Prime 4) | Élimination (Prime 4) |
| Character Soul           |                 | /                                   | /                       | Élimination (Prime 3) | Élimination (Prime 3) | Élimination (Prime 3) | Élimination (Prime 3) | Élimination (Prime 3) |
| Gauthier Dymon & Flo     |                 | /                                   | Élimination (Prime 2)   | Élimination (Prime 2) | Élimination (Prime 2) | Élimination (Prime 2) | Élimination (Prime 2) | Élimination (Prime 2) |
| Cécile                   | /               | Élimination (Prime 1)               | Élimination (Prime 1)   | Élimination (Prime 1) | Élimination (Prime 1) | Élimination (Prime 1) | Élimination (Prime 1) | Élimination (Prime 1) |
|                          |                 |                                     |                         |                       |                       |                       | | |
| En ballotage             | Cyrielle Cécile | Character Soul Gauthier Dymon & Flo | Cyrielle Character Soul | Cyrielle Annie        | Basilic Guillaume     | Marie Cyrielle        | Seuls les téléspectateurs ont le pouvoir de voter pour la demi-finale et la finale.Il n'y a donc pas de candidats en ballotage et de soutien de la part du Jury. | Seuls les téléspectateurs ont le pouvoir de voter pour la demi-finale et la finale.Il n'y a donc pas de candidats en ballotage et de soutien de la part du Jury. |
| Soutien de Julie Zenatti | Cyrielle        | Character Soul                      | Cyrielle                | Cyrielle              | Guillaume             | Marie                 | Seuls les téléspectateurs ont le pouvoir de voter pour la demi-finale et la finale.Il n'y a donc pas de candidats en ballotage et de soutien de la part du Jury. | Seuls les téléspectateurs ont le pouvoir de voter pour la demi-finale et la finale.Il n'y a donc pas de candidats en ballotage et de soutien de la part du Jury. |
| Soutien de Marc Cerrone  | Cyrielle        | Character Soul                      | Character Soul          | Cyrielle              | Basilic               | Cyrielle              | Seuls les téléspectateurs ont le pouvoir de voter pour la demi-finale et la finale.Il n'y a donc pas de candidats en ballotage et de soutien de la part du Jury. | Seuls les téléspectateurs ont le pouvoir de voter pour la demi-finale et la finale.Il n'y a donc pas de candidats en ballotage et de soutien de la part du Jury. |
| Soutien d'Alain Lanty    | Cécile          | Gauthier Dymon & Flo                | Cyrielle                | Annie                 | Basilic               | Marie                 | Seuls les téléspectateurs ont le pouvoir de voter pour la demi-finale et la finale.Il n'y a donc pas de candidats en ballotage et de soutien de la part du Jury. | Seuls les téléspectateurs ont le pouvoir de voter pour la demi-finale et la finale.Il n'y a donc pas de candidats en ballotage et de soutien de la part du Jury. |
| Éliminations             | Cécile          | Gauthier Dymon & Flo                | Character Soul          | Annie                 | Guillaume             | Cyrielle              | Basilic | Sébastien (52 %) |
| Éliminations             | Cécile          | Gauthier Dymon & Flo                | Character Soul          | Annie                 | Guillaume             | Cyrielle              | Basilic | Marie (48 %) |

## Primes
| Légende | Candidats qualifiés | Candidats en ballotage | Candidats sauvés | Candidats éliminés | Vainqueur | Finaliste | Demi-finaliste |

### Prime du 09/11/2009
| Ordre | Candidats            | Chansons interprétées                   | Résultat |
| ----- | -------------------- | --------------------------------------- | -------- |
| 1     | Character Soul       | It's raining men - The Weather Girls    |          |
| 2     | Guillaume            | J'te mentirais - Patrick Bruel          |          |
| 3     | Annie                | The winner takes it all - ABBA          |          |
| 4     | Basilic              | Don't Stop Me Now - Queen               |          |
| 5     | Cyrielle             | I Kissed a Girl - Katy Perry            |          |
| 6     | Cécile               | Tu n'es plus là - Amel Bent             |          |
| 7     | Gauthier Dymon & Flo | Vous les femmes - Julio Iglesias        |          |
| 8     | Marie                | Without you - Mariah Carey              |          |
| 9     | Sébastien            | L'envie d'aimer - Les Dix Commandements |          |

| Ordre | Candidats en ballotage | Chansons interprétées               | Décision des membres du jury | Décision des membres du jury | Décision des membres du jury | Résultat |
| Ordre | Candidats en ballotage | Chansons interprétées               | Zenatti                      | Cerrone                      | Lanty                        | Résultat |
| ----- | ---------------------- | ----------------------------------- | ---------------------------- | ---------------------------- | ---------------------------- | -------- |
| 1     | Cécile                 | No One - Alicia Keys                |                              |                              |                              | Éliminée |
| 2     | Cyrielle               | Ça (c'est vraiment toi) - Téléphone |                              |                              |                              | Sauvée   |

- Invité d'honneur :
  - Aucun
- Chanson collective :
  - Aucune

### Prime du 16/11/2009
| Ordre | Candidats            | Chansons interprétées                     | Résultat |
| ----- | -------------------- | ----------------------------------------- | -------- |
| 1     | Basilic              | Pride (In the name of love) - U2          |          |
| 2     | Cyrielle             | Ça fait mal - Christophe Maé              |          |
| 3     | Sébastien            | L'assassymphonie - Mozart, l'opéra rock   |          |
| 4     | Gauthier Dymon & Flo | Video Killed the Radio Star - The Buggles |          |
| 5     | Guillaume            | Déjeuner en paix - Stephan Eicher         |          |
| 6     | Annie                | Si maman, si - France Gall                |          |
| 7     | Character Soul       | I Gotta Feeling - Black Eyed Peas         |          |
| 8     | Marie                | Donne-moi le temps - Jenifer              |          |

| Ordre | Candidats en ballotage | Chansons interprétées           | Décision des membres du jury | Décision des membres du jury | Décision des membres du jury | Résultat |
| Ordre | Candidats en ballotage | Chansons interprétées           | Zenatti                      | Cerrone                      | Lanty                        | Résultat |
| ----- | ---------------------- | ------------------------------- | ---------------------------- | ---------------------------- | ---------------------------- | -------- |
| 1     | Gauthier Dymon & Flo   | Salut les amoureux - Joe Dassin |                              |                              |                              | Éliminés |
| 2     | Character Soul         | No Woman, No Cry - Bob Marley   |                              |                              |                              | Sauvées  |

- Invitée d'honneur :
  - Diam's - Les Enfants du Désert
- Chanson collective :
  - Aucune

### Prime du 23/11/2009
| Ordre | Candidats      | Chansons interprétées            | Résultat |
| ----- | -------------- | -------------------------------- | -------- |
| 1     | Cyrielle       | Sa raison d'être - Pascal Obispo |          |
| 2     | Sébastien      | Somewhere only we know - Keane   |          |
| 3     | Character Soul | Ma philosophie - Amel Bent       |          |
| 4     | Guillaume      | After tonight - Justin Nozuka    |          |
| 5     | Annie          | Le sud - Nino Ferrer             |          |
| 6     | Basilic        | Waterloo - ABBA                  |          |
| 7     | Marie          | L'envie - Johnny Hallyday        |          |

| Ordre | Candidats en ballotage | Chansons interprétées                        | Décision des membres du jury | Décision des membres du jury | Décision des membres du jury | Résultat  |
| Ordre | Candidats en ballotage | Chansons interprétées                        | Zenatti                      | Cerrone                      | Lanty                        | Résultat  |
| ----- | ---------------------- | -------------------------------------------- | ---------------------------- | ---------------------------- | ---------------------------- | --------- |
| 1     | Character Soul         | Killing Me Softly with His Song - The Fugees |                              |                              |                              | Éliminées |
| 2     | Cyrielle               | C'est comme ça - Les Rita Mitsouko           |                              |                              |                              | Sauvée    |

- Invité d'honneur :
  - Pascal Obispo - La valse des regrets
- Chanson collective :
  - I Say a Little Prayer - Aretha Franklin (Chantée par tous les candidats)

### Prime du 30/11/2009
| Prime spécial : "Michael Jackson" | Prime spécial : "Michael Jackson" | Prime spécial : "Michael Jackson"              | Prime spécial : "Michael Jackson" |
| Ordre                             | Candidats                         | Chansons interprétées                          | Résultat                          |
| --------------------------------- | --------------------------------- | ---------------------------------------------- | --------------------------------- |
| 1                                 | Cyrielle                          | Bad - Michael Jackson                          |                                   |
| 1                                 | Cyrielle                          | Dis lui toi que je t'aime - Vanessa Paradis    |                                   |
| 2                                 | Sébastien                         | Si seulement je pouvais lui manquer - Calogero |                                   |
| 2                                 | Sébastien                         | Dirty Diana - Michael Jackson                  |                                   |
| 3                                 | Annie                             | Musique - France Gall                          |                                   |
| 3                                 | Annie                             | Heal the World - Michael Jackson               |                                   |
| 4                                 | Marie                             | Beat It - Michael Jackson                      |                                   |
| 4                                 | Marie                             | Jacques a dit - Christophe Willem              |                                   |
| 5                                 | Guillaume                         | La corrida - Francis Cabrel                    |                                   |
| 5                                 | Guillaume                         | The Way You Make Me Feel - Michael Jackson     |                                   |
| 6                                 | Basilic                           | Life on Mars? - David Bowie                    |                                   |
| 6                                 | Basilic                           | Blame It on the Boogie - The Jackson Five      |                                   |

| Ordre | Candidats en ballotage | Chansons interprétées      | Décision des membres du jury | Décision des membres du jury | Décision des membres du jury | Résultat |
| Ordre | Candidats en ballotage | Chansons interprétées      | Zenatti                      | Cerrone                      | Lanty                        | Résultat |
| ----- | ---------------------- | -------------------------- | ---------------------------- | ---------------------------- | ---------------------------- | -------- |
| 1     | Cyrielle               | What's up - 4 Non Blondes  |                              |                              |                              | Sauvée   |
| 2     | Annie                  | Toutes les mamas - Maurane |                              |                              |                              | Éliminée |

- Invitée d'honneur :
  - Leona Lewis - Happy
- Chanson collective :
  - Aucune

### Prime du 07/12/2009
| Ordre | Candidats | Chansons interprétées                        | Résultat |
| ----- | --------- | -------------------------------------------- | -------- |
| 1     | Guillaume | Osez Joséphine - Alain Bashung               |          |
| 1     | Guillaume | Like A Hobo - Charlie Winston                |          |
| 2     | Cyrielle  | Objection (Tango) - Shakira                  |          |
| 2     | Cyrielle  | J'envoie valser - Zazie                      |          |
| 3     | Sébastien | Lettre à France - Michel Polnareff           |          |
| 3     | Sébastien | Kiss - Prince                                |          |
| 4     | Basilic   | Sweet Dreams (Are Made of This) - Eurythmics |          |
| 4     | Basilic   | Against all odds - Phil Collins              |          |
| 5     | Marie     | Radio Song - Superbus                        |          |
| 5     | Marie     | Toxic - Britney Spears                       |          |

| Ordre | Candidats en ballotage | Chansons interprétées | Décision des membres du jury | Décision des membres du jury | Décision des membres du jury | Résultat |
| Ordre | Candidats en ballotage | Chansons interprétées | Zenatti                      | Cerrone                      | Lanty                        | Résultat |
| ----- | ---------------------- | --------------------- | ---------------------------- | ---------------------------- | ---------------------------- | -------- |
| 1     | Guillaume              | Wonderwall - Oasis    |                              |                              |                              | Éliminé  |
| 2     | Basilic                | Help! - The Beatles   |                              |                              |                              | Sauvés   |

- Invitée d'honneur :
  - Amel Bent - Où je vais
- Chanson collective :
  - Aucune

### Prime du 14/12/2009
| Ordre | Candidats | Chansons interprétées                      | Résultat |
| ----- | --------- | ------------------------------------------ | -------- |
| 1     | Cyrielle  | Let's get the party started - Pink         |          |
| 1     | Cyrielle  | Vole - Céline Dion                         |          |
| 2     | Sébastien | Requiem pour un fou - Johnny Hallyday      |          |
| 2     | Sébastien | Long train running - The Doobie Brothers   |          |
| 3     | Basilic   | Smoke on the Water - Deep Purple           |          |
| 3     | Basilic   | Qui a tué grand-maman ? - Michel Polnareff |          |
| 4     | Marie     | J'traîne des pieds - Olivia Ruiz           |          |
| 4     | Marie     | Don't speak - No Doubt                     |          |

| Ordre | Candidats en ballotage | Chansons interprétées                             | Décision des membres du jury | Décision des membres du jury | Décision des membres du jury | Résultat |
| Ordre | Candidats en ballotage | Chansons interprétées                             | Zenatti                      | Cerrone                      | Lanty                        | Résultat |
| ----- | ---------------------- | ------------------------------------------------- | ---------------------------- | ---------------------------- | ---------------------------- | -------- |
| 1     | Cyrielle               | Quand la musique est bonne - Jean-Jacques Goldman |                              |                              |                              | Éliminée |
| 2     | Marie                  | Sober - Pink                                      |                              |                              |                              | Sauvée   |

- Invité d'honneur :
  - Michael Bublé - Cry Me a River
- Chanson collective :
  - I'm still standing - Elton John (Chantée par tous les candidats)

### Prime du 21/12/2009
| Demi-finale | Demi-finale | Demi-finale                                     | Demi-finale     |
| Ordre       | Candidats   | Chansons interprétées                           | Résultat        |
| ----------- | ----------- | ----------------------------------------------- | --------------- |
| 1           | Marie       | Ironic - Alanis Morissette                      |                 |
| 1           | Marie       | Poupée de cire, poupée de son - France Gall     |                 |
| 1           | Marie       | Lucie - Pascal Obispo                           |                 |
| 2           | Basilic     | Temps à nouveau - Jean-Louis Aubert             | Demi-finalistes |
| 2           | Basilic     | What a wonderful world - Louis Armstrong        | Demi-finalistes |
| 2           | Basilic     | Madeleine - Jacques Brel                        | Demi-finalistes |
| 3           | Sébastien   | Vivre ou survivre - Daniel Balavoine            |                 |
| 3           | Sébastien   | It's a man's man's world - James Brown          |                 |
| 3           | Sébastien   | Sorry seems to be the hardest word - Elton John |                 |

- Invité d'honneur :
  - Christophe Willem - Heartbox
- Chanson collective :
  - I Got My Mind Set On You - George Harrison (Chantée par tous les candidats)

### Prime du 28/12/2009
| Finale | Finale    | Finale                                  | Finale    |
| Ordre  | Candidats | Chansons interprétées                   | Résultat  |
| ------ | --------- | --------------------------------------- | --------- |
| 1      | Marie     | Hurt - Christina Aguilera               | Finaliste |
| 1      | Marie     | Le monde est stone - Fabienne Thibeault | Finaliste |
| 1      | Marie     | Poker Face - Lady Gaga                  | Finaliste |
| 2      | Sébastien | Je te promets - Johnny Hallyday         | Vainqueur |
| 2      | Sébastien | Unchain my heart - Joe Cocker           | Vainqueur |
| 2      | Sébastien | Angels - Robbie Williams                | Vainqueur |

- Invité d'honneur :
  - Julie Zenatti - L'herbe Tendre (Jurée dans l'émission, accompagnée au piano par Alain Lanty, également juré)
- Chansons collectives :
  - Wake me up before you go-go - Wham! (Chantée par les finalistes et les anciens candidats)
  - Le Temps qui court - Alain Chamfort (Chantée par les finalistes et les anciens candidats)

## Audimat
| Épisode | Jour et horaire de diffusion                             | Téléspectateurs | Parts de marché sur les 4 ans et plus | Référence |
| ------- | -------------------------------------------------------- | --------------- | ------------------------------------- | --------- |
| 1       | Lundi 28 septembre 2009 (castings) 20:35-22:30           | 589 000         | 2,3 %                                 |           |
| 2       | Lundi 5 octobre 2009 (castings) 20:35-22:30              | 800 000         | 2,9 %                                 | [ 1 ]     |
| 3       | Lundi 12 octobre 2009 (castings) 20:35-22:30             | 691 000         | 2,6 %                                 |           |
| 4       | Lundi 19 octobre 2009 (épreuve éliminatoire) 20:35-22:30 | 812 000         | 3,3 %                                 |           |
| 5       | Lundi 26 octobre 2009 (coaching jour 1) 20:35-22:30      | 640 000         | 2,5 %                                 | [ 2 ]     |
| 6       | Lundi 2 novembre 2009 (coaching jour 2) 20:35-22:30      | 619 000         | 2,3 %                                 |           |
| 7       | Lundi 9 novembre 2009 (Prime 1) 20:35-23:00              | 863 000         | 3,5 %                                 |           |
| 8       | Lundi 16 novembre 2009 (Prime 2) 20:35-23:00             | 726 000         | 3 %                                   |           |
| 9       | Lundi 23 novembre 2009 (Prime 3) 20:35-22:50             | 670 000         | 2,6 %                                 |           |
| 10      | Lundi 30 novembre 2009 (Prime 4) 20:35-23:00             | 928 000         | 3,7 %                                 | [ 3 ]     |
| 11      | Lundi 7 décembre 2009 (Prime 5) 20:35-23:00              | 715 000         | 3,4 %                                 |           |
| 12      | Lundi 14 décembre 2009 (Prime 6) 20:35-22:50             | 800 000         | 3,3 %                                 |           |
| 13      | Lundi 21 décembre 2009 (demi-finale) 20:35-22:45         | 613 000         | 2,3 %                                 |           |
| 14      | Lundi 28 décembre 2009 (finale) 20:35-22:45              | 900 000         | 3,6 %                                 |           |

Légende :
En fond vert = Les plus hauts chiffres d'audiences
En fond rouge = Les plus bas chiffres d'audiences
Notes :
- L'émission étant nouvelle en France, il est normal qu'elle mette un certain temps à se faire une place, d'autant plus qu'elle est diffusée sur une chaîne de la TNT, et que les programmes qui lui font face ont déjà leurs publics[réf. nécessaire].
- L'émission a enregistré plusieurs fois des pics d'audience :
  - Le 5 octobre 2009 : pic d'audience de 1 million de téléspectateurs enregistré en fin de programme.
  - Le 19 octobre 2009 : pic d'audience de 1,1 million de téléspectateurs enregistré en fin de programme.
  - Le 9 novembre 2009 : pour le premier prime time en direct, pic d'audience de 1,1 million de téléspectateurs enregistré à 22 h 40.
  - Le 30 novembre 2009 : 4e Prime et record d'audience depuis le lancement de l'émission 2 mois plus tôt puisque 928 000 téléspectateurs ont regardé et surtout écouté les prestations des 6 candidats encore en compétition.
  - Le 28 décembre 2009, lors de la finale, un pic à 1,5 million de téléspectateurs est enregistré au moment des résultats[4].